# Jean Sneyers
Jean Sneyers (* 11. August 1927 in Mulhouse, Belgien; † Oktober 1993) war ein belgischer Boxer flämischer Herkunft. Er war Europameister der Berufsboxer im Fliegen-, Bantam- und im Federgewicht.

## Werdegang
Wie die meisten guten Berufsboxer war auch Jean Sneyers, der als Jugendlicher während des Zweiten Weltkrieges mit dem Boxen begann, schon ein guter Amateurboxer. Aus dieser Zeit ist bekannt, dass er 1945 belgischer Junioren-Meister im Fliegengewicht und 1947 belgischer Meister im Fliegengewicht bei den Senioren (ab dem 18. Lebensjahr) war.
Jean Sneyers wurde 1947 Profiboxer. Seinen ersten Kampf bestritt er am 13. Oktober 1947 in Brüssel. Dabei gewann er gegen seinen Landsmann Gaston de Riemacher durch technischen K. o. in der vierten Runde. Auch die nächsten Aufbaukämpfe, die alle in Belgien stattfanden, gewann er. Am 27. Oktober 1948 kämpfte er erstmals im Ausland. In Dundee musste er dabei auch seine erste Niederlage als Profi gegen den Schotten Norman Tennant, der in seinem nächsten Kampf schottischer Meister im Fliegengewicht wurde, also kein schlechter Boxer war, hinnehmen.
Am 19. November 1949 gelang Jean Sneyers in Brüssel der erste Sieg über einen europäischen Spitzenboxer. Er schlug den Franzosen Maurice Sandeyron nach Punkten und siedelte sich mit diesem Sieg in der europäischen Boxrangliste der Fliegengewichtler ganz oben an. Er musste zwar am 7. März 1950 in London im Fliegengewicht eine Niederlage gegen den britischen Meister Peter Keenan (Boxer) hinnehmen, aber durch Siege in den nächsten Monaten über die Franzosen Louis Skenna und Guy Jousseau und den Italiener Otello Belardinelli erkämpfte er sich das Herausforderungsrecht an den Europameister im Fliegengewicht, den Engländer Terry Allen (Boxer).
Der Kampf zwischen Jean Sneyers und Terry Allen fand am 30. Oktober 1950 im Rubens Palace in Antwerpen statt. Jean Sneyers gewann diesen Kampf nach 15 Runden nach Punkten und war damit neuer Europameister im Fliegengewicht. Von diesem Zeitpunkt an hatten ihn seine belgischen Landsleute in ihr Herz geschlossen und er erhielt den Ehrennamen „Engel des Rings“.
Bereits 14 Tage später, am 11. November 1950, verteidigte Jean Sneyers diesen Titel durch einen technischen K.-o.-Sieg in der dritten Runde über den Franzosen Honore Pratesi erfolgreich. Nach dieser Begegnung gab er seinen EM-Titel im Fliegengewicht kampflos ab, weil er Gewichtsprobleme hatte und künftig im Bantamgewicht boxen wollte. Auch in dieser Gewichtsklasse war er sehr erfolgreich. Er gewann 1951/52 u. a. über Emile Chemama und erneut Maurice Sandeyron, beide aus Frankreich und Dante Bini aus Italien und kämpfte gegen Ray Famechon aus Frankreich unentschieden. Am 21. Mai 1952 wurde Jean Sneyers dann in Glasgow durch einen K.-o.-Sieg in der fünften Runde über Peter Keenan auch Europameister im Bantamgewicht.
Im Dezember 1952 gab Jean Sneyers auch den Bantamgewichtstitel kampflos zurück, da er künftig im Federgewicht boxte. Am 17. Januar 1953 verlor er in dieser Gewichtsklasse in Brüssel gegen Ray Famechon nach Punkten und unterlag am 23. Februar 1953 im Palais des Sports in Paris auch dem kommenden französischen Bantamgewicht-Weltmeister Robert Cohen nach Punkten, gegen den er vier Wochen später in der Revanche in Brüssel ein Unentschieden erkämpfte. Am 17. Oktober 1953 gewann Jean Sneyers dann im Palais des Sports in Brüssel durch einen Punktsieg nach 15 Runden über seinen alten Rivalen Ray Famechon zum dritten Mal einen Europameister-Titel, diesmal im Federgewicht. Am 16. Februar 1954 verteidigte er diesen Titel in London erfolgreich gegen den Nordiren Sammy McCarthy, den er nach 15 Runden nach Punkten besiegte.
Am 20. September 1954 verlor Jean Sneyers den EM-Titel im Federgewicht in Paris durch eine technische K.-o.-Niederlage in der dritten Runde endgültig an Ray Famechon. Versuche sich diesen Titel zurückzuholen scheiterten am 20. Januar 1957 in Paris, als er gegen Cherif Hamia nach Punkten und am 18. August 1958 in San Remo, als er gegen den Italiener Sergio Caprari durch technischen K. o. in der elften Runde verlor.
Bemerkenswerte Siege in Nicht-Titelkämpfen feierte Jean Sneyers in den letzten Jahren seiner Karriere noch über den späteren Weltmeister im Federgewicht, den Nigerianer Hogan „Kid“ Bassey, den er am 20. Oktober 1956 in Lüttich durch technischen K. o. in der vierten Runde schlug und über seinen aufstrebenden Landsmann Pierre Cossemyns, den er am 22. Mai 1957 in Brüssel nach Punkten besiegte. Am 5. Dezember 1959 beendete Jean Sneyers in Gent mit einem Punktsieg über den Franzosen Edouard Ptak seine lange und erfolgreiche Karriere, in der er bewies, dass er den Ehrennamen „Engel des Rings“ zu Recht trug.